# Stefano Giordano

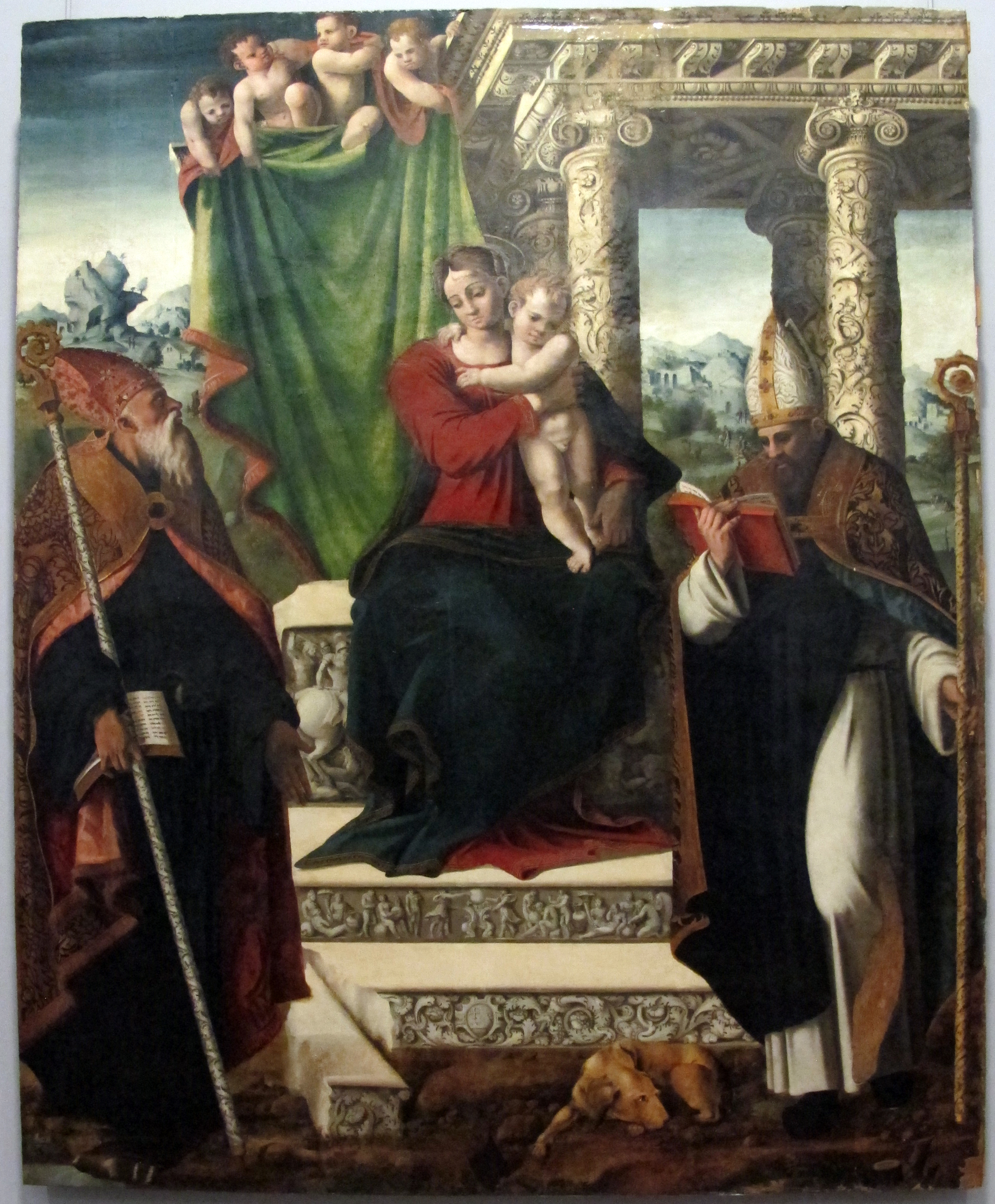
Madonna con il bambino, e i Santi Agostino e Barnardo, 1535 ca. conservato al Museo di Capodimonte

Stefano Giordano (Messina, ... – fl. 1550) è stato un pittore italiano.

## Biografia
Stefano Giordano appartenne alla corrente artistica del manierismo. Fu allievo e collaboratore di Polidoro da Caravaggio.
La sua opera principale è un trittico raffigurante l'Ultima Cena con i Santi Cosma e Damiano.
La maggior parte delle sue produzioni furono distrutte dal terremoto di Messina del 1908.